# Anthostomella lucens
Anthostomella lucens är en svampart som beskrevs av Sacc. 1916. Anthostomella lucens ingår i släktet Anthostomella och familjen kolkärnsvampar.   Inga underarter finns listade i Catalogue of Life.